# Morské rozprávky
Morské rozprávky je československý animovaný seriál, který zobrazuje příběhy bytostí a zvířátek z mořského prostředí. Seriál byl vyroben v roce 1978.

## Seznam dílů
1. Starenka a morská víla
2. Rybár a morská panna Perlona
3. Rybie striebro
4. Ostrov vtákov
5. Nevesta bieleho kraba
6. Modrý delfín
7. Vodana